# カフラマンマラシュ
カフラマンマラシュ（トルコ語: Kahramanmaraş (トルコ語発音: [kahɾaˈmanmaɾaʃ]、古代の名称はギリシャ語由来の Γερμανίκεια）は、トルコの地中海地方カフラマンマラシュ県にある都市で同県の県都。タウルス山脈のふもとにある。人口は116万8千人あまり（2009年当時は38万4953人）。
正式名称は1973年までさかのぼるとマラシュだったが（アラビア語: مرعش Marʻaš、アルメニア語: Մարաշ Maraš）、同年、トルコ革命時にフランス軍に勝利したマラシュの戦いを記念し、「英雄」を意味するカフラマンを冠して「カフラマンマラシュ」となった。
2023年2月6日、カフラマンマラシュ州のパザルジュクとエルビスタンを震源とする2023年のトルコ・シリア地震で都市の多くが破壊された。

## 歴史
鉄器時代初期(紀元前11世紀後半から紀元前711年頃)、マラシュはシリア・ヒッタイト州・グルグムの首都だった。ルウィ人の住民には「クルクマの都市」として、アッシリア人にはマルカスとして知られていた。紀元前711年、グルグムの地はアッシリア属州として併合され、首都にちなんでマルカスと改名された。
ローマ帝国とビザンチン帝国の時代には、マラシュはゲルマニキアカエサレアと呼ばれていた。
近世では、オスマン帝国の統治中、この都市は当初、ドゥルカディールのエヤレット(ズルカディリエのエヤレットとも呼ばれる)の中心であり、その後、アレッポのヴィライェットにあるサンジャクの行政の中心地だった。
1978年12月、市内で左派アレヴィー派のマラシュ大虐殺が発生した。トルコの民族主義グループであるグレイウルブズが暴力を扇動し、100人以上が死亡した。この事件は、戒厳令を宣言するというトルコ政府の決定と、1980年の最終的な軍事クーデターにおいて重要だった。
2012年にカフラマンマラシュ県の全域が大都市自治体に指定され、旧カフラマンマラシュ市はドゥルカディロール（Dulkadiroğlu）とオニキシュバト（Onikişubat）という2つの自治体に分割された。
2023年2月6日、マグニチュード7.8の地震と7.5の地震がカフラマンマラシュ近傍で発生し、街に壊滅的な被害をもたらした。

## 地理
名物はヤギのミルクで作る粘度の高いアイスクリーム「ドンドゥルマ」（トルコアイス）と、その原料ともなるサレップesalep（英語）と呼ばれる増粘多糖体で、ランの仲間の根茎を干して加工する。1992年設立のカフラマンマラシュ公認工業地域（OIZ）には2017年時点で繊維工業と金属加工業の企業54社を束ねてあった。
カフラマンマラシュ空港（英語）からイスタンブルとアンカラのどちらにも定期便が就航する。バクー、トビリシ、カルスを結ぶ国際鉄道ルート（BTK）が通り、県南部のテュルクオウルに大規模貨物物流センターが開設されると（2017年）、年間のロジスティックス能力は190万トンである。チュクロヴァ地方からトルコ北部、東北部経由でジョージアへ物流網が広がると期待される。中国から見たなら、一帯一路構想がメルスィンまで伸びる可能性もある。